# Варґеліти
Варґеліти (пол. Wargielity, нім. Worglitten) — село в Польщі, у гміні Бартошиці Бартошицького повіту Вармінсько-Мазурського воєводства.
Населення — 54 особи (2011).

## Демографія
Демографічна структура станом на 31 березня 2011 року:
|          | Загалом | Допрацездатний вік | Працездатний вік | Постпрацездатний вік |
| -------- | ------- | ------------------ | ---------------- | -------------------- |
| Чоловіки | 25      | 7                  | 13               | 5                    |
| Жінки    | 29      | 9                  | 14               | 6                    |
| Разом    | 54      | 16                 | 27               | 11                   |